# 블리치의 세계관
다음은 《블리치》의 세계관 설정이다.

## 설정
현세에서 목숨을 잃은 혼백(영혼)이 도달하는 장소. 그곳이 소울 소사이어티다. 소울 소사이어티는 죽어서 이 땅으로 인도된 영혼이 처음으로 정착하게 되는 루콘가와 그 중심부에 위치하는 정령정으로 구성되어 있으며 생활양식은 무사들이 활보하던 옛 일본을 방불케 한다. '배도 안 고프고(영력이 없는 자), 몸도 가볍다'는 루키아 말대로 살기 좋은 곳이지만 루콘가 최하층에 위치한 빈민가에서는 많은 사람이 가난과 고통에 시달린다고 한다. 루콘가 동서남북에는 각각 1~80지구가 존재해,총 320지구에 걸쳐 수많은 영혼들이 살고 있다. 숫자가 높을수록 치안이 좋지 않다. 살아 있는 사람이 생활하는 현세와 죽은 영혼이 모여드는 소울 소사이어티. 이 두 세계는 공존하고 있으며, 표리일체이며 범의주인 관계이다. 사별한 가족과 소울 소사이어티에서 재회하는 일은 흔치 않아 대개는 타인들끼리 공동체를 이루어 가족처럼 서로 의지하며 살아간다. 일정기간을 소울 소사이어티에서 보낸 혼백은 현세로 전생하게 된다. 소울 소사이어티에서 태어난 아이는 혼령이 아니라 처음부터 소울소사이어티 소속인 아이가 된다. 쿠치키, 시바, 시호인 같은 귀족 가문은 처음부터 소울 소사이어티에 살고있는 사람들이다.

## 용어

### 소울 소사이어티(屍魂界 / Soul Society)
소울 소사이어티(屍魂界, Soul Society)는 블리치에 등장하는 죽은 인간의 혼백이 새롭게 거주하게 되는 일종의 사후 세계이다. 사후 세계 중에서도 천국(天國)의 개념으로 그려진다. 영왕(靈王)이라는 존재가 지배하고 있으며 영왕의 공간은 소울 소사이어티와는 별개의 다른 구공간에 존재한다. 정가운데에는 사신(死神)들이 거주하고 있는 공간인 정령정(瀞靈廷)이 있으며 그 정령정을 중심으로 동서남북에 문이 존재한다. 문 바깥으로는 일반 혼백들이 거주하는 루콘 家가 있으며 루콘 家는 치안의 수준에 따라 제 1지구부터 제 80지구까지 나뉜다. 모든 것이 전부 영자로 이루어져있어, 영자를 흡수하며 싸우는 사신이나 호로에겐 매우 유리한 곳이다. 하지만 이보다도 더 유리한 경우가 있으니 그게 영자의 집속이 특성인 퀸시가 영자의 예속능력을 얻은 채로 소울 소사이어티에서 싸우는 경우로 만물이 무기라서 화력이 장난이 아니다. 이름의 유래는 영어로 영혼의 사회이다.

#### 사신(死神)
작중에 등장하는 일종의 인간의 혼백을 관리하고 소울 소사이어티로 안내하는 존재. 쉽게 말해 '저승사자'라고 보면 된다. 늘 검은색 장복인 사패장(死覇裝)을 착용하고 있으며 들고 있는 검인 참백도(斬魄刀)를 이용해 호로를 베어 정화하거나 떠도는 혼백을 온전하게 소울 소사이어티로 이끌어주는 역할을 한다. 사신 교육생들은 사신양성 학교인 진앙영술원(眞央靈術院)에서 교육을 받으며 진앙영술원을 졸업하면 호정 13대에 입대. 그 후 경험과 실력을 쌓으면서 석관 시험이나 부대장 시험을 보고 통과해 석관이나 부대장이 되기도 한다. 대장 시험은 굉장히 어렵다.

#### 영왕(靈王)
소울 소사이어티의 상징적이고 절대적인 존재. 별도의 공간에 거주.
- 왕건(王鍵): 왕궁으로 가는 공간을 여는 열쇠이다. 왕건의 위치는 대대로 1번대 대장에게 구전으로 전해진다.
- 왕인(王印): 0번대 왕궁에 대대로 내려오는 엄청난 힘을가진 인 즉 도장으로 일정한 주기를 가지고 호정13대가 왕인의 안치 장소를 옮긴다
- 왕속특무대(王屬特務隊): 0번대. 호정 13대와는 별개의 기준과 행동관을 지니고 있으며 영왕과 왕궁의 수호를 담당한다. 우라하라 키스케 취임 이전의 전 12번대 대장 히키후네 키리오가 승진 후 발령이 되었었다.

#### 기관(機關)

##### 중앙 46실(中央 46室)
소울 소사이어티 최고 사법 기관. 소울 소사이어티 전역에서 모인 40인의 현자와 6인의 재판관으로 구성. 은밀기동대, 귀도중, 호정 13대의 상급 기관.

##### 은밀기동(隱密機動)
총 5분대로 구성된 소울 소사이어티 육외 감시 및 사신 처형 집행기관, 대대로 시호인 家에서 총사령관을 배출해왔으나 28대 당주인 시호인 요루이치에서 대가 끊겼으며, 현재는 소이 퐁이 총사령관을 맡고 있다. 호정 13대 중 2번대로 구성되어 있다.
- - 총사령관 - 시호인 요루이치(前), 소이 폰(現) 총사령관은 2번대 대장이 맡는 것이 불문율이다. 순홍이라는 기술이 전해져온다.

1. .제 1분대 - 형군(刑軍): 소울 소사이어티의 법에 반하는 사신을 암살, 처형, 호로 척살을 담당하고 있는 은밀기동의 최대 전력. 총사령관은 이 형군의 단장도 겸하고 있다. 형군의 대원들은 전부 칠흑같이 검은 닌자 복장을 하고 있으며 소리 없이 달려가 적을 암살한다.
2. .제 2분대 - 경라대(警邏隊): 소울 소사이어티 내외 모든 활동 감시 및 수색기관, 2번대 부대장인 오오마에다 마레치요가 단장으로 있다.
3. .제 3분대 - 함리대(檻理隊): 정령정 내 죄인들을 투옥,감독하는 기관. 호정 13대 내 위험분자들을 강제 투옥 및 관리. 전 12번대 대장 우라하라 키스케가 2번대 3석일 시절에 주임으로 있었다.
4. .제 4분대 - 지하특별함리동. 구더기 둥지(地下特別監理棟. 蛆虫の巢)
5. .제 5분대 - 이정대(裏廷隊): 소울 소사이어티 내에 모든 계엄령 및 소식을 통보하는 조직. 지옥나비보다 상급.

##### 귀도중(鬼道衆)
사신의 4가지 능력인 검법인 참술(斬術), 격투술인 백타(白打), 이동술인 보법(步法), 주술인 귀도(鬼道)중 귀도에 특화된 특수부대. 공격 주술인 파도(破道), 방어 및 봉인, 기타 여러 서포트 주술인 박도(縛道)등을 자유자재로 구사함.
- - 총수 <대 귀도장>: 츠카비시 텟사이(前)
  - 부총수 <부 귀도장>: 우쇼다 하치겐(前)

##### 기술개발국(技術開發局)
소울 소사이어티의 각종 무기 & 전술을 연구하고 개발하는 기관, 현세에서의 호로반응도 탐지하고 측정하고 있으며 12번대에서 파생되었기 때문에 대대로 12번대가 기술개발국의 모든 지휘를 맡고 있다.
- - 국장: 쿠로츠치 마유리(現), 우라하라 키스케(前)
  - 부국장: 아콘(現), 쿠로츠치 마유리(前)

##### 진앙영술원(眞央靈術院)
은밀기동, 귀도중, 호정 13대를 구성할 사신을 배출하는 교육기관. 졸업을 하면 자신의 특성과 자질에 따라 각각 은밀기동, 귀도중, 호정 13대에 각각 배속되어 입대되며 총 6년제 교육을 실시한다. 허나 재능에 따라 졸업하는 데 입학 후 1년밖에 걸리지 않는 경우도 있다고
- - 설립자 및 교장: 야마모토 겐류사이 시게쿠니

#### 귀도(鬼道)
귀도(일본어: 鬼道)는 사신들이 사용하는 능력이다.

### 웨코문드(虛圈 / Hueco Mundo)
웨코문드(虛圈)는 호로로 전락한 혼백이 거주하게 되는 일종의 사후 세계이다. 사후 세계 중에서도 지옥(地獄)의 개념으로 그려진다. 웨코문드는 모든 만물이 영압으로 이루어져 있으며 심지어 대기에 떠다니는 산소조차도 전부 다 영압이다. 그래서 몸집이 작은 호로는 호흡만으로 충분한 영자를 섭취할 수 있다. 명칭의 뜻은 스페인어로 텅 빈 세계(Hollow World)라는 뜻이다.

#### 호로의 도구 및 기술
- 세로(虛閃 / Cero)
  - 호로들이 일반적으로 사용하는, 대량의 영압을 뭉친 일종의 공격용 섬광(일종의 기공포 개념). 메노스의 간판기 명칭의 뜻은 스페인어로 無(Zero)

- 곤즈이(魂吸 / Gonzui)
  - 호로들이 일반적으로 사용하는, 대상의 영혼을 빨아들이는 기술.

- 네가시온(反幕 / Negacion)
  - 메노스가 동족을 구하기 위해 쏘아보내는 일종의 보호용 빛의 배리어, 그 빛의 안과 밖은 전혀 다른 개념의 공간이기 때문에 서로 간섭하는 것조차 불가능하다. 아란칼로 진화한 메노스들도 사용 가능. 명칭의 뜻은 스페인어로 부정(Negation)

- 바라(虛彈 / Balla)
  - 아란칼로 진화한 메노스들이 사용하는, 영압을 뭉친 공격용 탄환(일종의 기공탄 개념). 세로보다 파괴력은 떨어지지만 세로보다 20배 이상으로 빠른 스피드를 자랑한다. 명칭의 뜻은 스페인어로 탄환(Bullet)

- 이에로(鋼皮 / Hierro)
  - 강철가죽이란 의미로 아란칼로 진화한 메노스들의 피부, 굉장히 단단한 영압경도를 자랑하기 때문에 참백도 및 영적공격에 대비해 몸을 보호할 수 있게 된다. 하지만 같은 아란칼이라도 이에로의 경도에는 차이가 있으며 그 경도 이상의 공격을 받게 되면 상처입게 된다. 명칭의 뜻은 스페인어로 강철(Iron)

- 소니드(響轉 / Sonido)
  - 소리의 이동이란 의미로 아란칼로 진화한 메노스들의 보법(사신의 보법인 '순보'의 아란칼 버전.), 역시 아란칼의 실력 및 숙련도에 따라 스피드도 각양각색인 듯 하다. 명칭의 뜻은 스페인어로 소리(Sound)

- 페스키스(探査神經 / Pesquis)
  - 아란칼로 진화한 메노스들이 사용하는 영압 탐지 기술. 영압을 탐지해 그 영압을 지닌 자의 위치를 알아낸다. 명칭의 뜻은 스페인어로 탐색(Search)

- 가르간타(黑腔 / Garganta)
  - 호로 및 아란칼들이 현세나 다른 이공간(ex: 단계, 소울 소사이어티)과 웨코문도를 오가기 위한 통로. 가르간타의 내부는 영자(靈磁)의 난기류로 이루어져 있으며, 발밑에 자신의 영압으로 만든 발판을 만들어야만 지나다닐 수 있다. 명칭의 뜻은 스페인어로 통로(Throat)

- 레스렉시온(歸刃 / Resreccion)
  - 사신들의 참백도 해방인 시해(始解)와 만해(卍解)에 해당하는, 아란칼로 진화한 메노스들의 참백도 해방의 정식 명칭. 아란칼들은 참백도 자체가 자신의 호로로써의 능력의 [핵]을 칼의 모습으로 바꾼 것이기 때문에 아란칼들의 해방은 자신의 육체에 호로 본래의 공격 능력을 회귀시킨 것이라 보면 된다. 해방 후 다시 인간형으로 돌아가기 위해선 다시 도검화를 해야 하며, 도검화를 거치지 않고 모습을 변형시키면 두번 다시 원래대로 돌아가지 않고 그만큼 부담을 져야만 한다. 보통 아란칼들의 해방은 시해(始解), 즉 제 1단계로 끝이지만, 아란칼 중에서 유일하게 우르키오라만이 만해(卍解)에 해당하는 세군다 에타파(第 2階層)로 해방이 가능하다. 명칭의 뜻은 스페인어로 부활(Resurrection)

- 카하 네가시온(反幕匣 / Caja Negacion)
  - 아이젠 소스케가 에스파다에게 부하처벌용으로 준 조그마한 상자. 상자를 호로들의 구멍에 집어넣으면 순식간에 기하학적인 도형을 한 막이 호로를 집어삼켜 닫힌 세계(閉次元)에 갇히게 한다. 약한 호로라면 영원히 갇히게 되지만 에스파다 정도 되는 호로들이라면 영압을 이용해 2~3시간가량 정도 있으면 공간을 깨뜨리고 탈출이 가능하다. 명칭의 뜻은 스페인어로 부정 탄 상자(Negation)

- 그랑 레이 세로(王虛閃光 / Gran Rey Cero)
  - 에스파다에게만 허락된 최강의 세로. 라스 노체스 천장 밑에서는 사용이 금지될 정도로 괴랄한 위력을 자랑한다. 발사 된 후에도 주변 공간을 아예 일그러뜨리는 위력을 보아선 단순히 세로의 강화판 개념을 뛰어넘은 것으로 보인다. 에스파다에게만 허락된 것이라는 말로 추측할 때 다른 에스파다들도 사용이 가능하며, 에스파다 급으로 강한 바이저드들도 어쩌면 사용 가능한 것으로 추정. 본작에서는 그림죠만이 사용했다. 명칭의 뜻은 위대한 왕의 세로(Great King Cero)

- 세로 오스큐라스(黑虛閃 / Cero Osquras)
  - 레스렉시온을 한 에스파다만이 사용할 수 있는 세로. 우르키오라 曰 - 이치고가 만해 상태에서 쏘는 검은 월아천충은 이 세로 오스큐라스와 흡사하다고 한다. 명칭의 뜻은 스페인어로 칠흑의 無(Dark Zero)

### 현세(現世)

#### 풀브링(完現術 / FullBring)
사물에 존재하는 영혼을 마음대로 조종하며 사역할 수 있는 능력, 이 능력을 쓰면 아스팔트의 영혼을 조종하여 탄성을 높여 높이 점프할 수도 있으며 공기의 영혼을 조종하여 공중이동을 할 수도 있다. 또, 자신이 오랫동안 사용했거나 자신과 궁합이 좋은 물건의 힘을 최대한 끌어내 사용할 수 있는 것이 풀브링의 최대 특징이다.

#### 풀브링거(完現術者 / FullBringer)
완현술자라고도 하며, 그들이 태어나기전 호로의 공격을 받은 부모에게서 남은 호로의 흔적이 그들의 어머니를 통해 그들에게 넘어온 힘. 그 힘은 물질에 깃든 혼을 빼내어 이용할 수 있는데, 물질과의 호환이 좋을 경우 형태를 바꿀어 사용하는 것이 그들의 진정한 힘이다. 그것을 위해서 매개물이 필요하다. 그들은 각각 자신의 풀브링에 이름을 붙이기도 한다.
- - 긴죠 쿠우고: XCUTION 現 리더 회원번호 001
  - 도쿠가미네 리루카: XCUTION 멤버
  - 유키오: XCUTION 멤버
  - 잭키 트리스탄: XCUTION 멤버
  - 쿠츠자와 기리코: XCUTION 멤버
  - 사도 야스토라: XCUTION 멤버(현재 탈퇴)
  - 츠키시마 슈쿠로: 前 XCUTION 리더
  - 시시가와라 모에: 츠키시마의 부하
  - 쿠로사키 이치고: 現 사신대행,XCUTION 신규 멤버 (현재 탈퇴)

## 참백도
참백도(일본어: 斬魄刀 잔-바쿠-도[*])는 칼이다. 나쁜기운을 없애는 검으로 호로의 죄를 사하는 무기이자 영체를 공격하는 무장이다. 칼자루 끝으로 플러스 영의 이마를 찍으면 혼장을 해 소울 소사이어티로 보낼 수 있다. 참백도는 사신에 따라 모습이 다르다.

## 우라하라 상점
우라하라 상점(浦原商店) 우라하라 키스케가 운영하는 가게다.